# Kursi

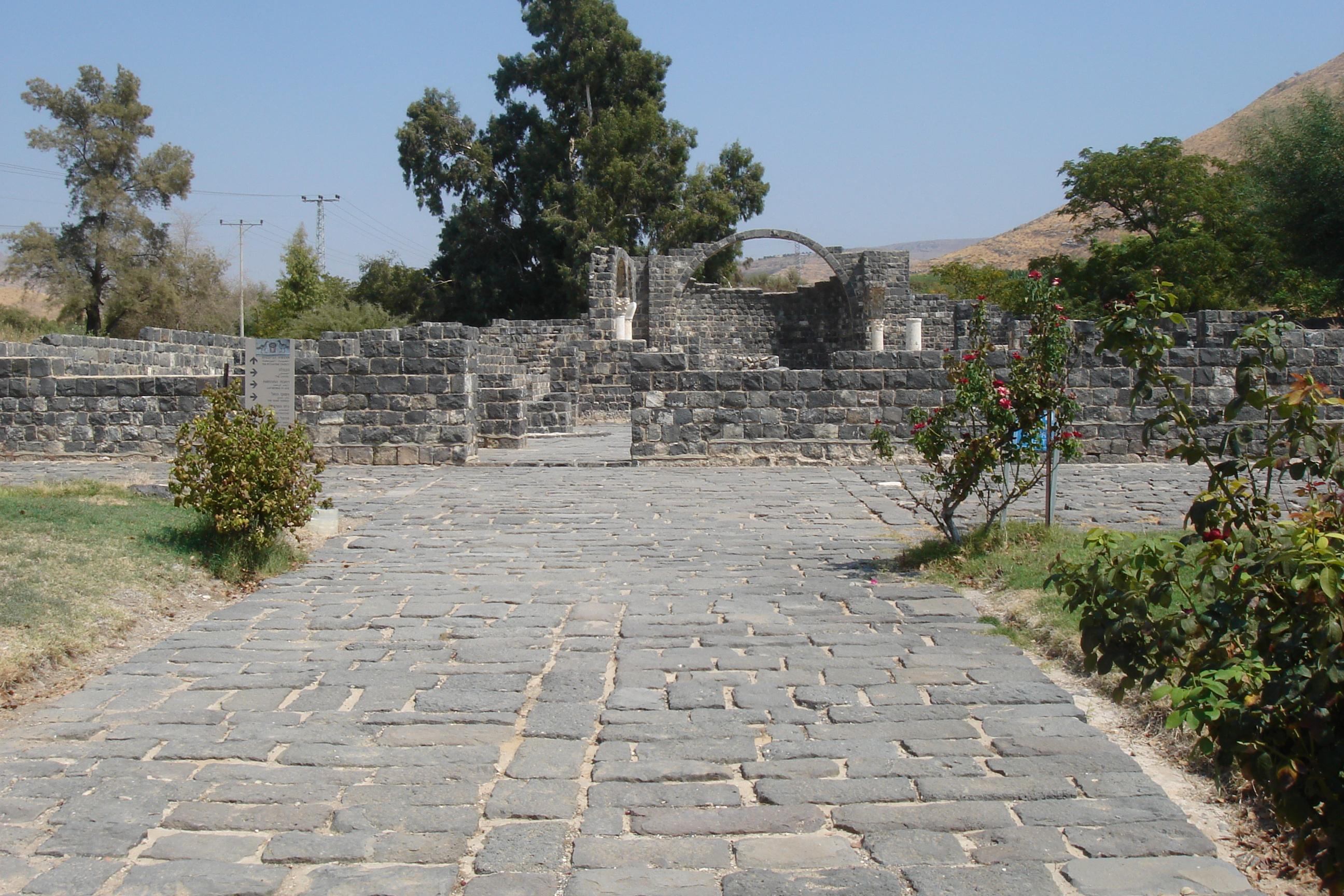
L'église de Kursi

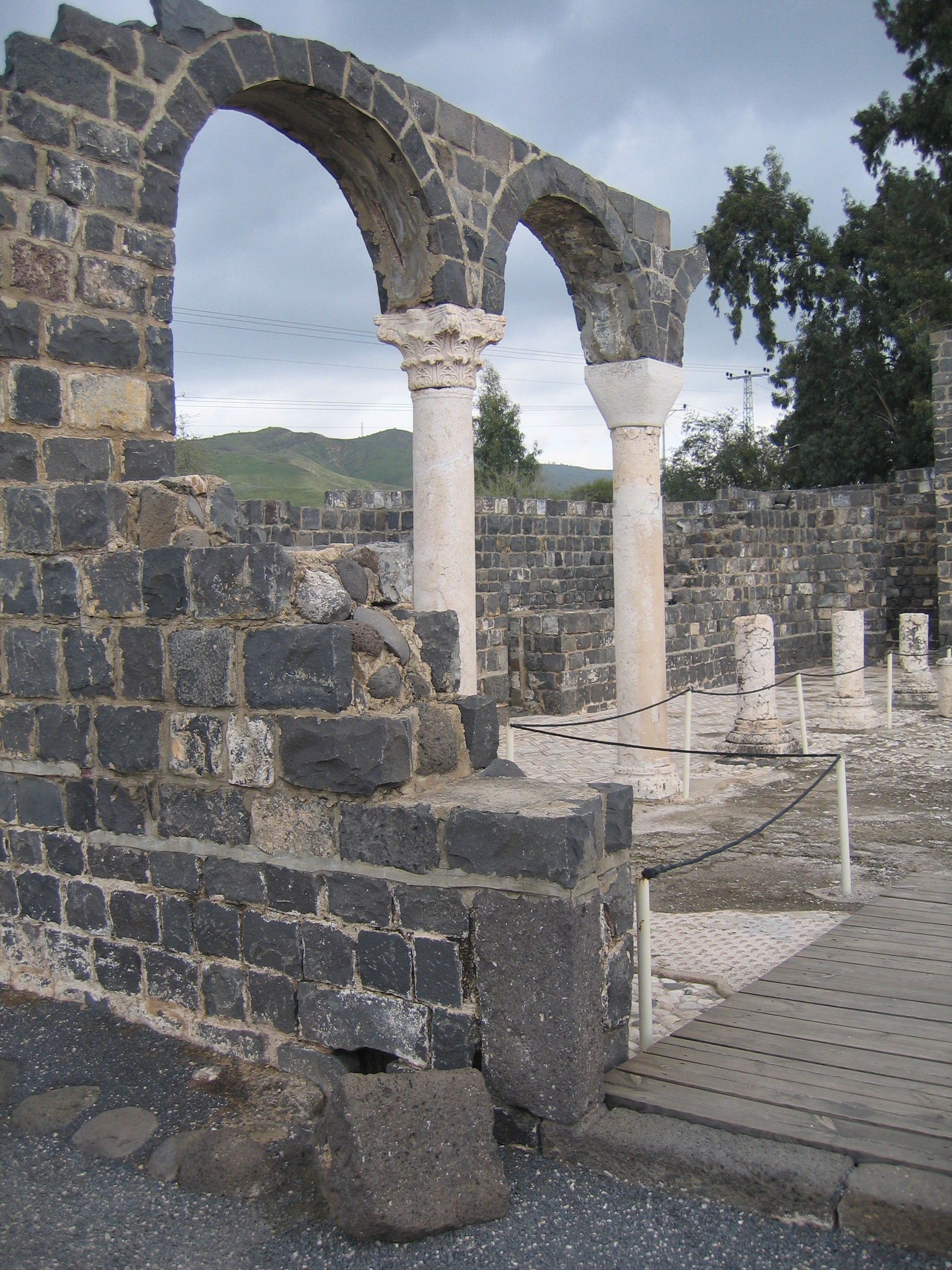

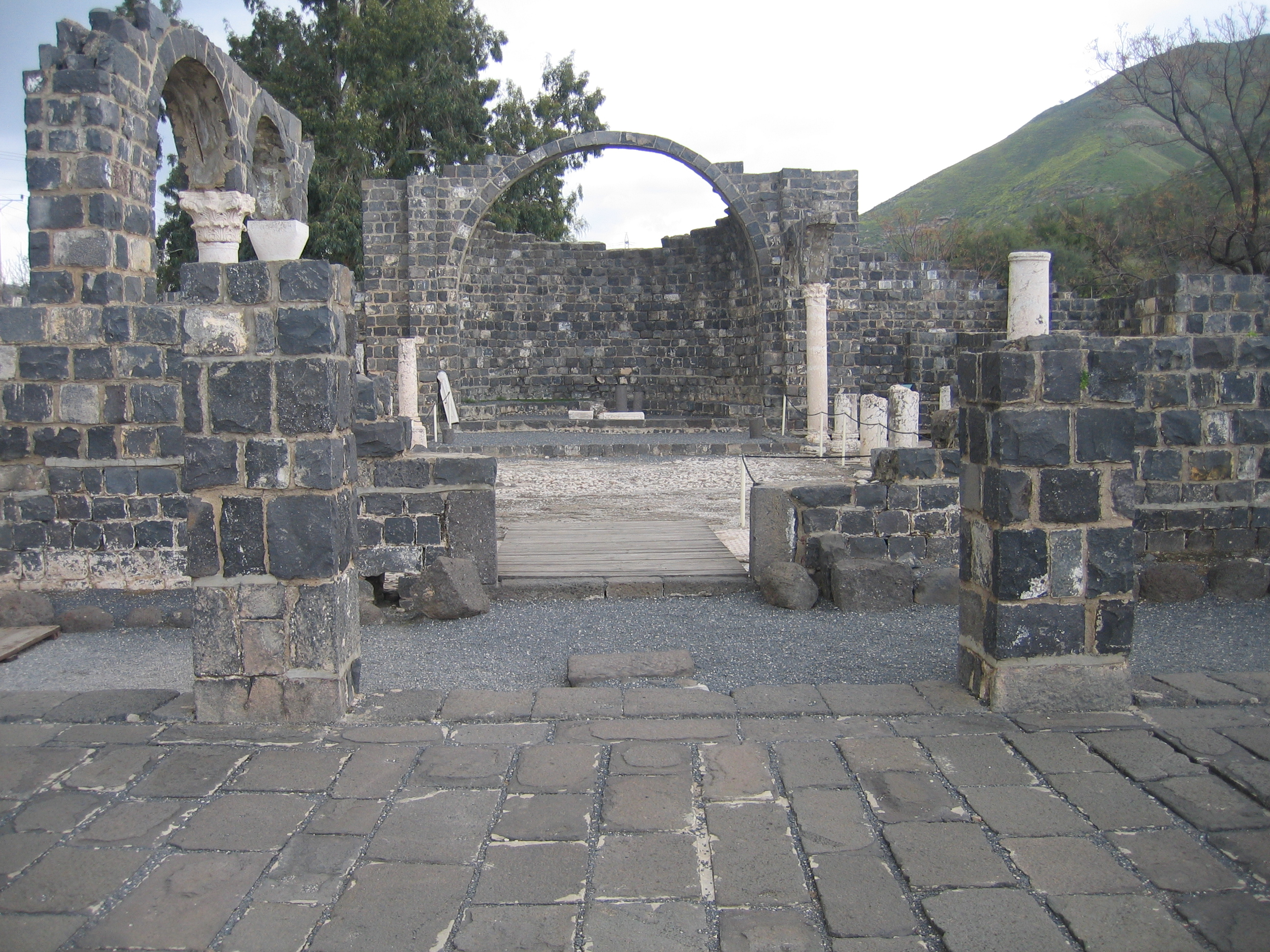
Les restes du monastère et de l'église.

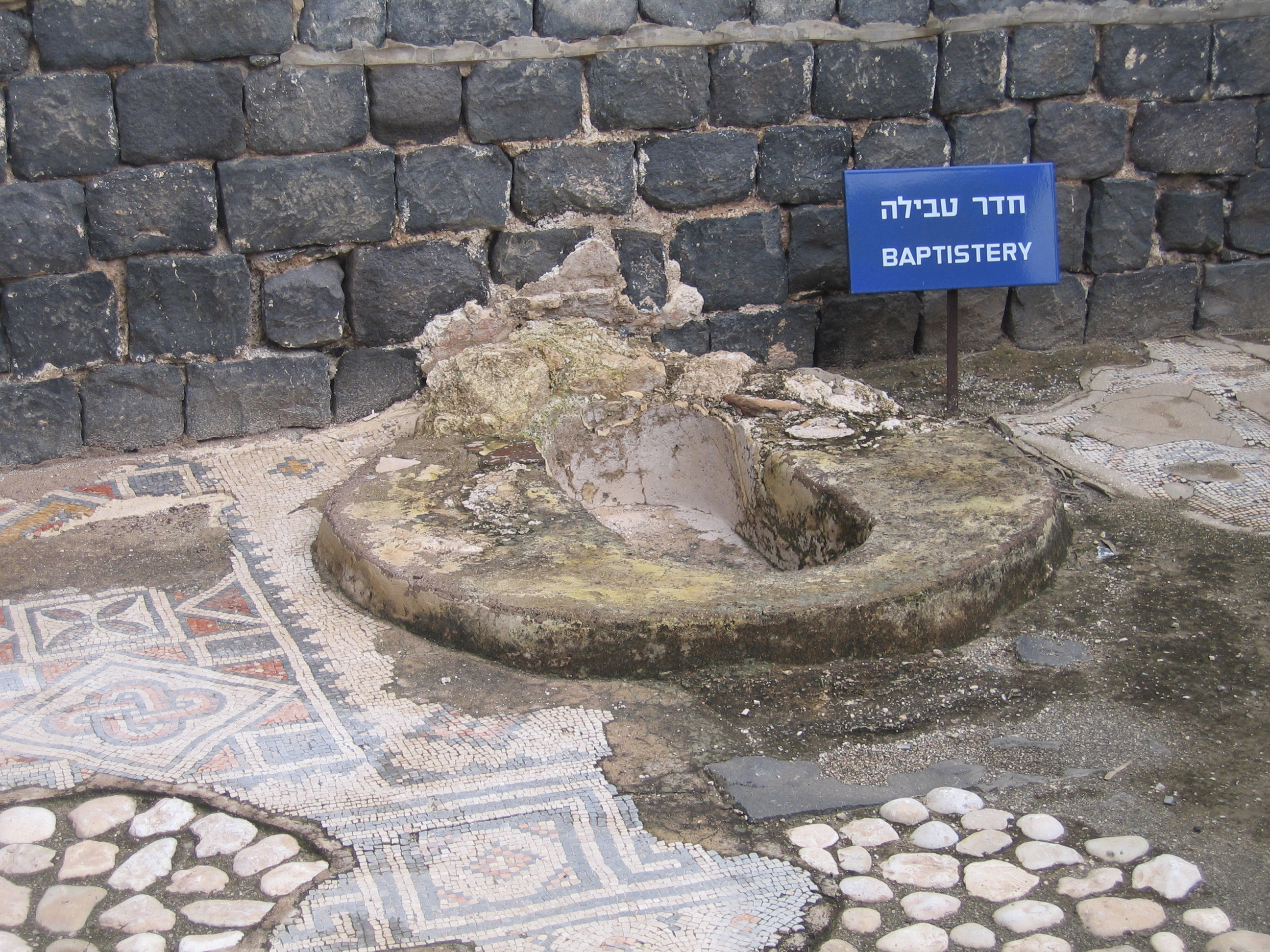
Le baptistère.

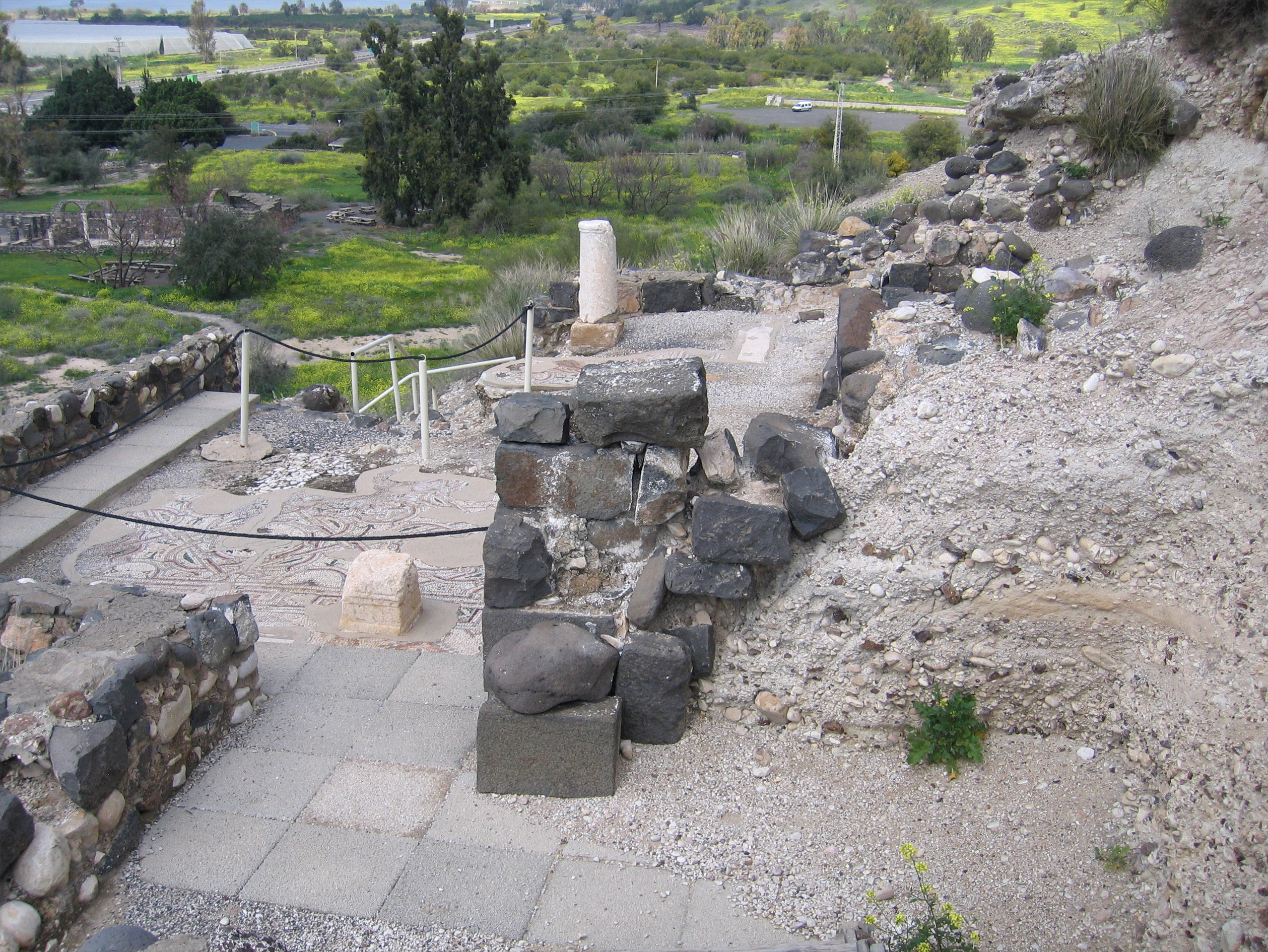
Vestige de la chapelle située sur la colline.

Kursi au pied du Golan est le nom du lieu où se trouvent les ruines d'un monastère chrétien d'époque byzantine qui est depuis 1980 un parc national israélien situé dans le territoire occupée par Israël à la suite de la guerre des Six Jours de 1967.
Le site est situé à l'est du lac de Tibériade, sur la rive d'une rivière qui descend du plateau du Golan. Ce serait l'emplacement d'un miracle de Jésus. Un monastère y a été édifié vers le début du VIe siècle. Des fouilles ont mis au jour des vestiges antiques.

## Historique et description
Kursi comporte un attrait pour de nombreux chrétiens car il a été identifié par la tradition comme le site où Jésus guérit deux hommes possédés par des démons (Évangile selon Matthieu 8: 28-33). Le lieu du miracle est appelé Gergesa (hébreu גרגרסה) par Origène et certains manuscrits antiques des évangiles. Il est mentionné à quatre reprises dans le Talmud sous le nom de Korshi (קורשי), toujours pour le décrire comme un lieu d'idolâtrie et toujours en rapport avec Yeshu haNotsri (Jésus). Pour commémorer ce miracle, un monastère a été construit à cet endroit, probablement au début du VIe siècle. Ses ruines, mises au jour accidentellement lors de la construction d'une route pour rejoindre la colonie israélienne du Ma'ale Gamla ont d'abord été reconnues par Mendel Nun. Entre 1971 et 1974, un grand chantier de fouilles a eu lieu dirigé par Vassilios Tzaferis et D. Urman pour l'Autorité des antiquités d'Israël.
Le monastère est entouré par un mur de pierres rectangulaires de 120 × 140 mètres. L'entrée face au lac de Tibériade était gardée par une tour de guet. Dans l'Antiquité, une route pavée conduisait vers un port où les bateaux pouvaient accoster. Des ancres antiques ont été trouvées au bord du lac. Un large chemin pavé conduit de l'entrée du complexe monastique à une grande place située en face de l'église au centre du complexe. L'église rectangulaire (45 × 25 m) se compose d'une cour entourée de piliers qui forment un atrium à travers lequel on entre dans le lieu de prière lui-même.  À l'intérieur, deux rangées de huit colonnes de pierres soutenaient des chapiteaux de marbre, formant une nef centrale et deux collatéraux. L'ensemble du sol de l'église était pavé de tesselles colorées. Principalement conservés dans les collatéraux, des cadres carrés sont décorées de motifs floraux comme des citrons, des dattes, des figues, des grenades, du raisin, ainsi que des motifs fauniques, comme des poissons, des oiseaux et de la volaille de lac. Les représentations fauniques ont été presque effacées, probablement par des adeptes du mouvement iconoclaste qui est devenu actif au VIIe siècle.
À l'extrémité orientale de l'église se trouvait une abside surélevée sur deux niveaux avec deux pièces carrées attenantes. L'une des deux a été utilisée comme baptistère, ce qui est attesté par une inscription en langue grecque, la dédiant à Stephanos, abbé à l'époque de l'empereur Mauricius (fin du VIe siècle). Au sud de l'église se trouvait une chapelle avec un pavage en mosaïque, sous laquelle une crypte contient les tombes des moines qui avaient servi dans le monastère. 
Le monastère a été occupé à partir du VIe siècle. Au VIIIe siècle, le site a été abandonné après avoir été endommagé par un tremblement de terre.
Les artefacts chrétiens de Kursi sont exposés au musée archéologique du Golan.

## Un important lieu de pèlerinage
Un ensemble de découvertes semblent établir que le site a été un important lieu de pèlerinage chrétien.
Dans l'enceinte du monastère, se trouvaient des quartiers d'habitation pour les moines et une auberge pour le logement des pèlerins. Des ustensiles de ménage y ont aussi été découverts.
Dans une zone plus éloignée, au nord-ouest de l'église un établissement de bains a été trouvé comportant des tuyaux de vidange, des piscines et des canaux de drainage de l'eau, ainsi que deux salles comportant un hypocauste (système de chauffage par le sol). Cet ensemble a été identifié comme le caldarium de thermes. Selon Charles R. Page, un monastère avec un établissement de bains est un exemple unique dans la région. Il en conclut que le site de « Gergesa biblique, était un lieu de pèlerinage très important au cours de la période byzantine en Palestine. »
Sur l'aile nord de l'église se trouvait un pressoir à huile, probablement pour fournir de l'huile sacrée aux pèlerins. Sur la pente surplombant le monastère au sud se trouvent les restes d'une petite chapelle incorporant une grotte avec un sol en mosaïque. En face d'elle se trouve un rocher de près de sept mètres de haut entouré par des murs de soutènement pour empêcher son effondrement. Ceci marque sans doute l'endroit qui était présenté comme le lieu où le miracle raconté dans les évangiles synoptiques a eu lieu.

## Controverse géographique

Les villes de la décapole (en noir), avec les villes de Gadara, et Gérasa. Gergésa (Kursi) se trouve au nord de la ville d'Hippus

Alors que les évangiles s’avèrent d'une grande précision géographique en particulier pour les petits villages de Galilée, pour cette péricope, les copies antiques du Nouveau Testament divergent sur le nom de l'endroit où Jésus de Nazareth accoste. Cet épisode se trouve dans les trois évangiles synoptiques (Mc 5,1 ; Mt 8, 28 ; Lc 8, 26) avec des variantes dont la principale est que l'évangile selon Matthieu voit deux possédés là où les deux autres évangiles ne parlent que d'un seul. Pour chacun de ces passages, il existe des manuscrits antiques qui renvoient aux trois toponymes différents : Gadara, Gérasa ou Gergésa. La Vulgate, traduction en latin effectuée par saint Jérôme parle du « pays des Géraséniens » dans chacun des trois évangiles, ce qui renvoie à la ville de Gérasa située dans la décapole à 50 km au sud du lac de Tibériade, ce qui rend impossible que Jésus y ait accosté avec sa barque. En revanche, le codex Sinaiticus (IVe siècle) écrit « pays des Gergéséniens » ce qui renvoie à Gergésa aussi appelé Korshi, là où a été construit le monastère (au nord de la ville d'Hippus). On trouve aussi le nom de Gadara qui comme Gérasa se trouve au sud du lac, mais beaucoup plus proche de la rive (environ 2 km). De fait, il y a un quasi-consensus pour rejeter Gérasa de saint Jérôme, beaucoup trop loin du lac, en revanche la question n'est pas tranchée entre Gergesa et Gadara. 
Les partisans de la ville de Gadara font remarquer que pour dire « au pays de » c'est le terme polis (πολις) qui est utilisé et que ce terme désigne une ville étendant son contrôle sur un territoire plus ou moins étendu qui pouvait aller jusqu'à la rive du lac.
Les partisans de Gergesa (Kursi) font remarquer que c'est ce nom qu'Origène utilise au IIIe siècle dans son « Commentaire de Jean » pour désigner où a eu lieu ce miracle. Pour eux « la rive opposée » depuis un départ de Capharnaüm (ou légèrement au sud de cette ville) ne peut pas conduire à Gadara qui est presque à l'extrême sud du lac, bien que quand même sur la rive est du Jourdain, alors que Gergesa est sans conteste sur « la rive opposée ». De plus, les sources talmudiques qui désigne ce Korshi (קורשי), comme un lieu d’idolâtrie en rapport avec Jésus, ont été écrites plusieurs siècles avant la construction du monastère, ce qui semble indiquer que des minim ou notsrim (nazôréens, ébionites ou elkasaïtes) nombreux sur la rive est du Jourdain conservaient le souvenir d'un événement notable ayant eu lieu à cet endroit. Même si l'archéologie indique que ces judéo-chrétiens disparaissent de la région au Ve siècle, ce sont peut-être le recueil de ces traditions qui ont décidé les bâtisseurs du monastère de le construire à cet endroit.

## Sources
- (en) Archaeological Sites in Israel, ministère des Affaires étrangères israélien
- (he) Kursi National Park – Israel Nature and National Parks Protection Authority
- (en) Kursi Excavation Project 2001 – The Bible and Interpretation website
- (fr) Fernand Lemoine, Avant-propos géographique du Nouveau Testament : Le miracle du possédé et des porcs, Ebior, 16/01/2010

## Mosaïques de Kursi

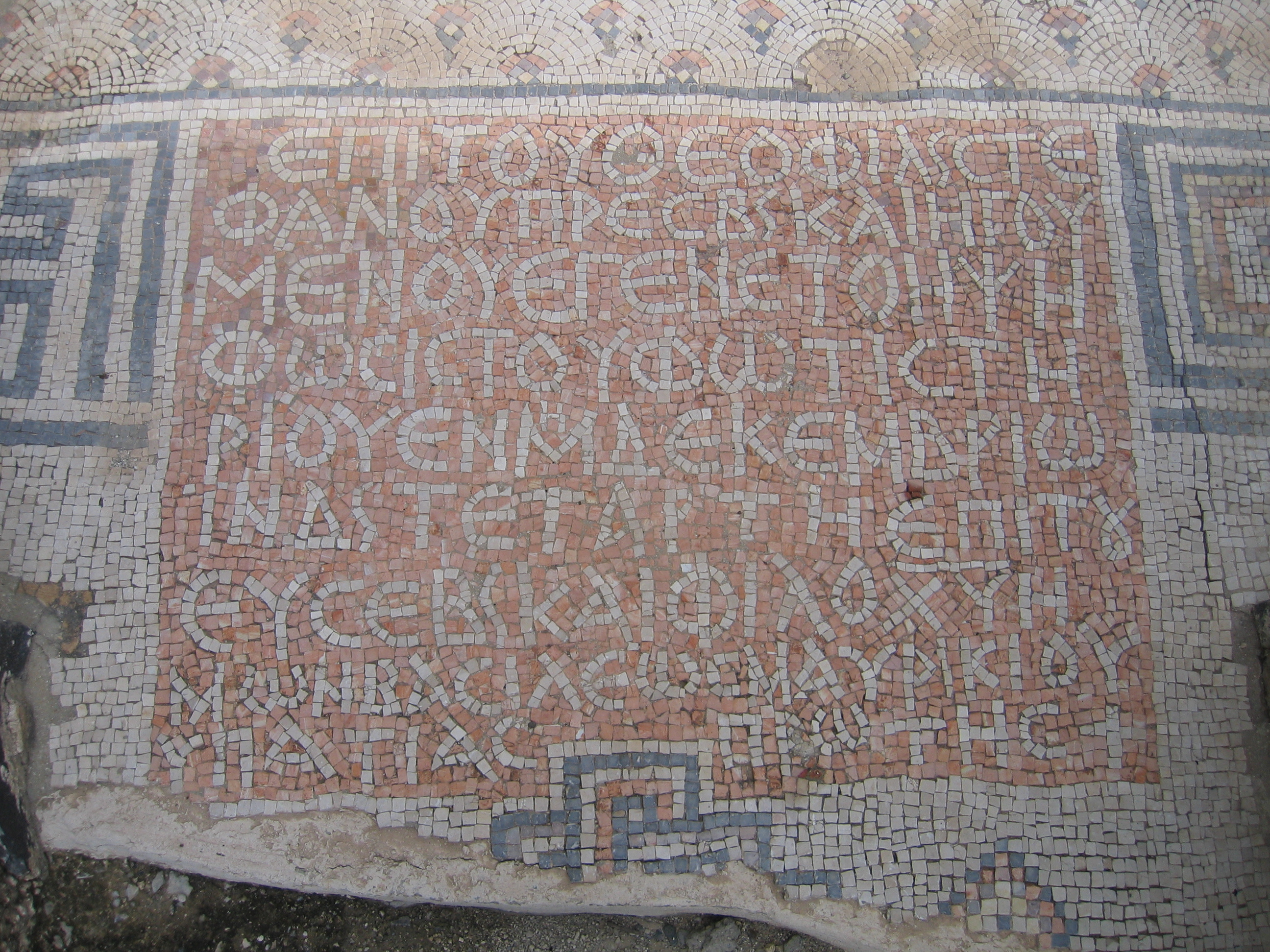
Inscription à l'entrée du baptistère
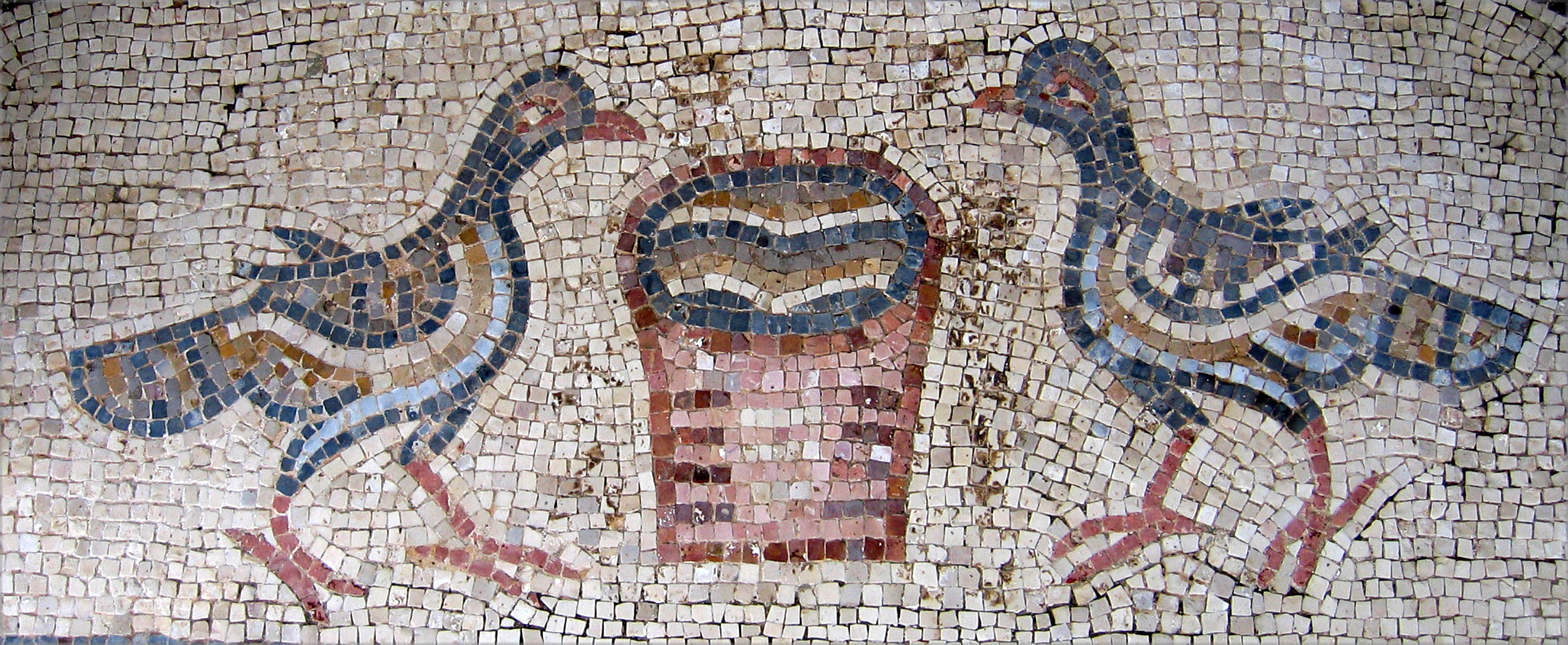
Mosaïque de l'église
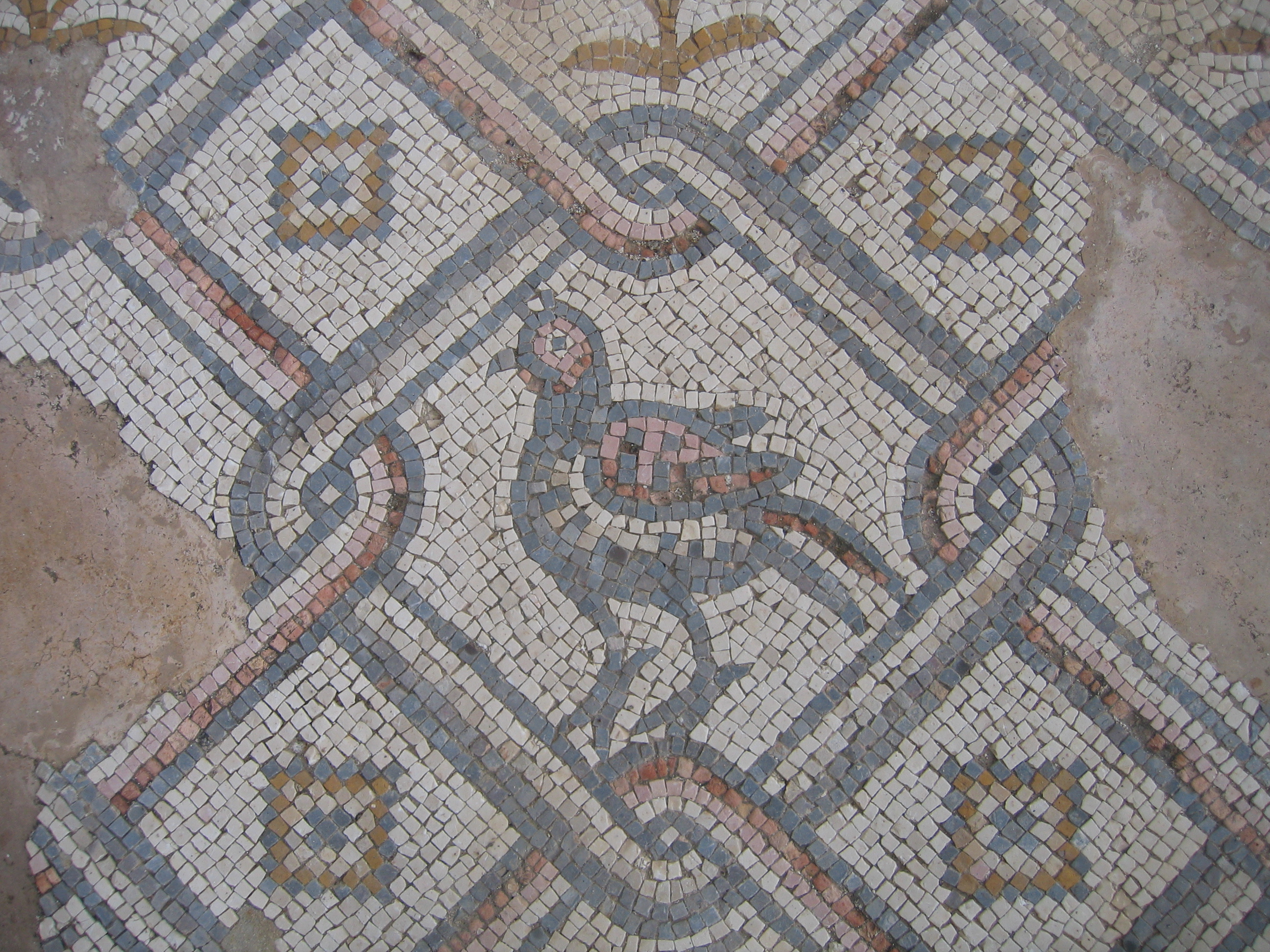
Mosaïque de l'église
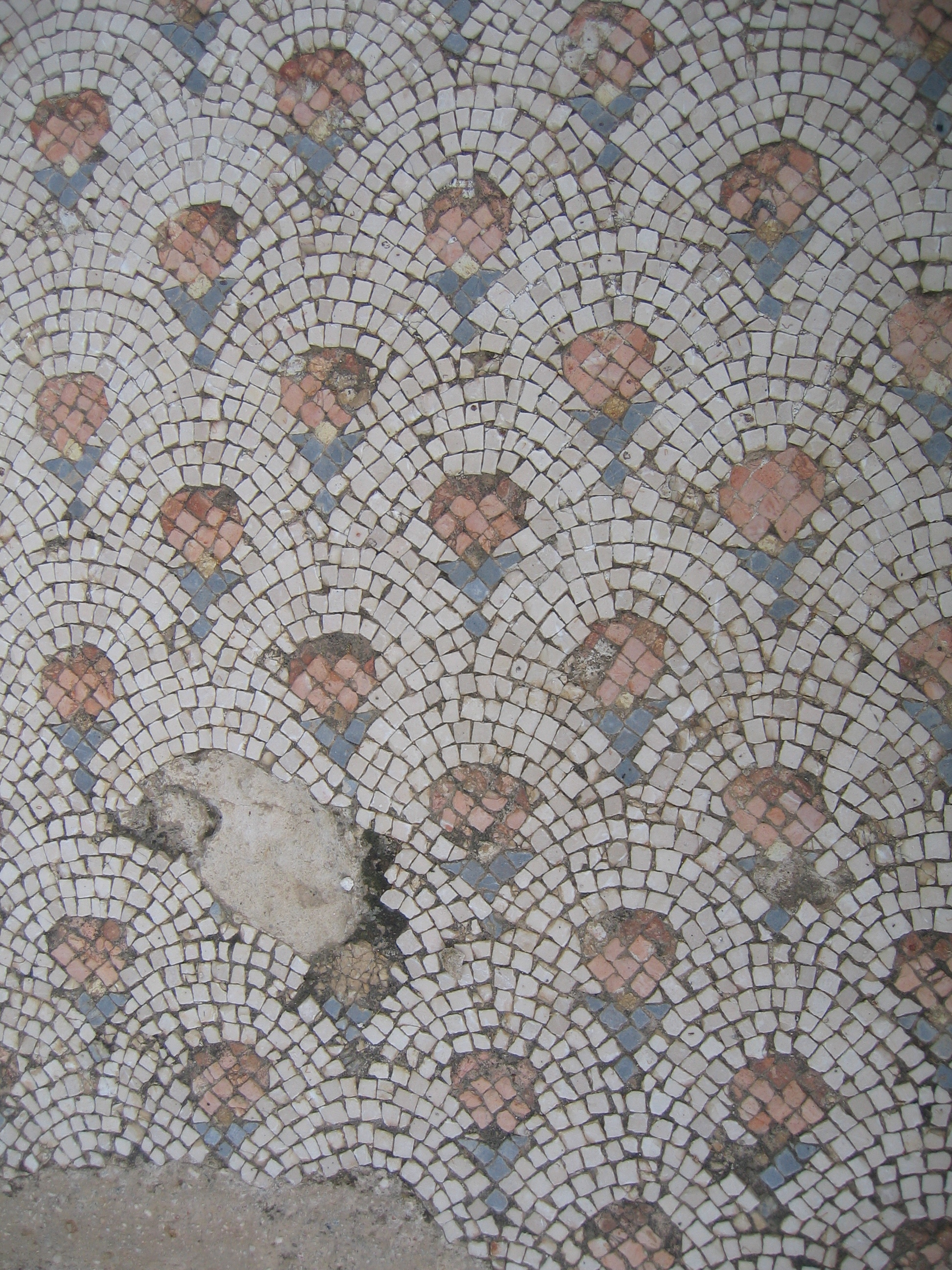
Mosaïque de l'église